# Muhoroni Youth FC
Der Muhoroni Youth Football Club, bis 2023 als Wazito FC bekannt, ist ein 2011 gegründeter kenianischer Fußballverein mit Sitz in Muhoroni. Aktuell spielt der Verein in der zweiten Liga, der Kenyan National Super League.

## Stadion

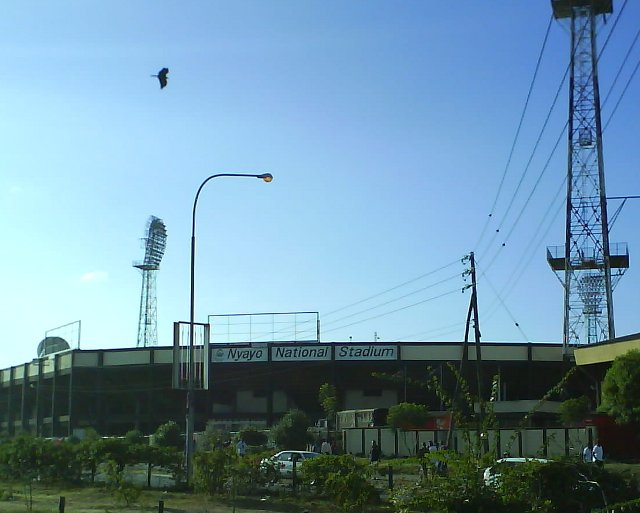
Moi International Sports Complex

Seine Heimspiele trägt der Verein im Muhoroni Stadium in Muhoroni aus. Das Stadion hat ein Fassungsvermögen von 20.000 Personen.

## Trainerchronik
| Trainer         | Nation | von               | bis             |
| --------------- | ------ | ----------------- | --------------- |
| Francis Kimanzi | Kenia  | 19. November 2020 | 13. Januar 2022 |
| Fred Ambani     | Kenia  | ?                 |                 |

## Saisonplatzierung
| Saison  | Liga                         | Level | Platz |
| ------- | ---------------------------- | ----- | ----- |
| 2018    | Kenyan Premier League        | 1     | 17. ▼ |
| 2018/19 | Kenyan National Super League | 2     | 01. ▲ |
| 2019/20 | Kenyan Premier League        | 1     | 13.   |
| 2020/21 | Kenyan Premier League        | 1     | 09.   |
| 2021/22 | Kenyan Premier League        | 1     | 16.   |
| 2022/23 | Kenyan Premier League        | 1     | 16.   |